# 岡山神社 (高雄州)
岡山神社（おかやまじんじゃ）は、日本統治時代の台湾高雄州岡山郡（現在の高雄市岡山区）にあった神社。
1935年（昭和10年）12月9日創建。祭神は能久親王・開拓三神（大国魂命・大己貴命・少彦名命）・天照大神・明治天皇。社格は郷社だった（1942年（昭和17年）1月24日列格）。
日本の敗戦後、他の台湾内の全神社同様廃社となり、現在は岡山寿天宮となっているが、正殿前に今も残る狛犬がかつて神社だったことを示している。